# Terebiniec
Terebiniec – kolonia w Polsce położona w województwie lubelskim, w powiecie hrubieszowskim, w gminie Werbkowice.
W latach 1975–1998 miejscowość administracyjnie należała do województwa zamojskiego. 
Kolonia jest sołectwem w gminie Werbkowice. Według Narodowego Spisu Powszechnego (III 2011 r.) liczyła 308 mieszkańców i była dwunastą co do wielkości miejscowością gminy.
Wierni Kościoła rzymskokatolickiego należą do parafii Parafia św. Apostołów Piotra i Pawła w Terebiniu lub do parafii św. Michała Archanioła w Werbkowicach.

## Historia
W XV-XVI wieku wieś występowała prawdopodobnie jako Wola Terebińska. W dokumencie z 1400 roku erygującym parafię w Hrubieszowie wymieniono Wole Terebińską jako wieś szlachecką, z której miały iść z każdego łanu pola po korcu żyta i po dwa korce owsa na potrzeby parafii hrubieszowskiej. Wola Terebińska należała do ziemi chełmskiej i starostwa hrubieszowskiego. Niedługo potem wieś musiała połączyć się z Terebiniem, gdyż nie wymieniają jej późniejsze dokumenty. Być może była nią część Terebinia Małego, którą otrzymał książę mazowiecki Siemowit V w 1431 roku od króla Polski Władysława Jagiełły. W późniejszych latach książę Kazimierz II nadał otrzymane dobra Janowi Teczyńskiemu. Do niego bowiem należał Terebiń, gdy w 1473 roku wraz z Prehoryłem i całym kluczem Szychowicko-Terebińskim (a więc zapewne także Terebiń Mały) przeszedł na Andrzeja Teczyńskiego. W 1475 roku dobra te podczas ponownego podziału majątku trafiły w ręce Stanisława Teczyńskiego. W 1480 roku wymienił on wieś polowe Trzebinia na Tworyczow. W 1492 roku Małgorzata Uhrynowska sprzedała cały Terebin Mikołajowi Tyczyńskiemu, miecznikowi Krakowskiemu za sumę 300 grzywien. Następnie oba Terebiny (Mały i Duży) odziedziczył syn Mikołaja – Jan Tyczyński, ożeniony z Katarzyną Laska. Zmarł on w 1541 roku, a spadek po nim otrzymały w 1552 roku dwie córki: Zofia i Katarzyna. W 1552 roku dokonały one podziału majątku, według którego Terebin wraz z 6 wsiami przypadł Katarzynie, która w 1549 roku poślubiła Jana Bonera (zm. w 1562 r.), a następnie w 1565 roku Stanisława Barzi herbu Korczak. Pod koniec XVI wieku, w wyniku spadku, Terebin (i Terebiniec) dostał się w ręce Mikołaja Firleja z Dąbrownicy. Mikołaj Firlej swój majątek zapisał żonie Annie, która powtórnie wyszła za mąż za Noskowskiego. Po niej majtek odziedziczył jej syn Jan Noskowski, a następnie córka Joanna Brodecka. Jednakże po jej bezdzietnej śmierci dobra powróciły do Firlejów. W 1674 roku majątkiem administrował Grzegorz Olszewski. W II poł. XVII wieku właścicielami dóbr Terebińskich, w tym Terebińca, byli Marianna Firlej i Karol Sapieha. Część majątku po Firlejach (klucz Werbkowiecki i Terebiński) w 1754 roku trafiła w ręce dzieci Antoniego Goluchowskiego i Anny Noskowskiej, z których Józef sprzedał swoją część bratu Konstantemu w 1763 roku, Marianna sprzedała swemu mężowi Franciszkowi Kempistemu herbu Niesioba w 1764 roku i Hryniewickiemu w 1780 roku, a Konstanty Malachowskiemu. W 1776 roku nastąpił podział majątku, w wyniku którego Terebin, Terebiniec i Strzyżowiec podzielono na dwie części: "Golochowiana i Andrzeja Sierakowskiego". Przy okazji podziału sporządzono inwentarz zabudowań dworskich. Dwór był drewniany, z gankiem, sienią, z szeregiem izb, gabinetem i alkierzem, oknami w ołów oprawianymi oraz z piecem i kominkiem. W folwarku znajdowała się stajnia, karmnik, bednarnia, spichlerz, szopa, chlew, gumno, dwie piwnice, piekarnia i kuchnia. Na jego terenie znajdował się także sad, dwie sadzawki oraz ogrody warzywne. W 1816 roku jako właścicielka wsi figuruje Gohichowska. Dzierżawcą dóbr Terebińca z przyległościami w 1822 roku był Piotr Wyszpolski. W pierwszej połowie XIX wieku Terebiniec był własnością Józefa Leszczyc Mirosławskiego, żonatego z Teklą z Kempistych. Około połowy XIX wieku wieś była w posiadaniu Bormanów. Następnie przeszła w ręce Romana Czaplic-Pohoreckiego herbu Sas (1797-1879) ożenionego z Heleną ze Smolikowskich. Od 1859 (według R. Aftanazego od 1879) roku należała do Adama Andrzeja Pohoreckiego (1828-1898 r.), żonatego z Marią Alojzą Romiszewską. Około 1893 roku po ojcu majątek objął jego najmłodszy syn Jan Wincenty Pohorecki, żonaty z Marią z Przybysławskich. Dokonał on szeregu sprzedaży swych posiadłości w celu kupna dóbr Werbkowicach. Został jednak ubiegnięty przy kupnie i osiadł w Terebińcu, gdzie zamieszkał w skromnym dworze z XIX wieku.
Przed II wojną światową właścicielką Terebińca była Anna Milowicz. Spis z 1827 roku notował wieś w powiecie hrubieszowskim i parafii Hrubieszów. Liczyła wówczas 24 domy i 205 mieszkańców. W 1845 roku istniała tu karczma, w części Podhoreckiego, która uzyskała patent na dalsze prowadzenie wyszynku alkoholu. Dobra Terebiniec składały się w 1866 roku z folwarku Terebiniec i Strzyżowiec o powierzchni 3368 mórg. Wieś Terebiniec liczyła 100 domów i 987 mórg ziemi włościańskiej. Tragiczny dla mieszkańców wsi był okres II wojny światowej. 31 grudnia 1943 roku Ukraińcy zamordowali tutaj 6 osób, a w początkach 1944 roku dalszych 16 osób. W marcu tegoż roku toczyły się w miejscowości zacięte walki oddziału AK "Wiktora" i BCh "Rysia" z Ukraińcami.